# Archives canadiennes du mouvement des femmes
 (décembre 2023).
Les Archives canadiennes du mouvement des femmes (ACMF) (en anglais : Canadian Women's Movement Archives (CWMA)) sont une collection d'archives documentant la seconde vague du mouvement de libération des femmes au Canada. La collection comprend des documents d’archives sous différents supports datant des années 1960 à 1990. La collection est désormais conservée aux Archives et collections spéciales de la bibliothèque de l'Université d'Ottawa depuis 1992. La désignation Archives canadiennes du mouvement des femmes est aussi parfois utilisée pour désigner le Women’s Information Centre (WIC), soit l'organisme créateur de la collection actif à Toronto de 1983 à 1992.

## Origines de la collection
Lorsque le journal The Other Woman. A Revolutionary Feminist Newspaper, publié à Toronto de 1972 à 1977, cesse ses activités, Pat Leslie rédactrice en chef de ce dernier, décide de conserver les dossiers et les ressources documentaires accumulées lors de ses fonctions. Dans un premier temps, elle conserve ces documents dans son appartement à Toronto. Elle accroit ce premier ensemble de divers documents qu’elle collecte auprès d’individus et organismes impliqués dans des actions ou revendications féministes en cours. Des femmes intéressées à déployer et rendre accessible la collection à d’autres femmes, s’allient progressivement à son initiative et forment un collectif. Le collectif devient un organisme à but non lucratif. En 1983, après une demande de subvention approuvée pour le développement communautaire, le collectif loue un local à l'angle de l'avenue Spadina et de la rue College à Toronto. Dénommé Centre d’information des femmes de Toronto (Women’s Information Centre, WIC), l’organisme déménage la collection dans le local pour la mettre à la disposition des chercheurs. La collection reçoit alors la dénomination d’Archives canadiennes du mouvement des femmes (Canadian Women’s Movement Archives). En vue d’accroitre la collection, les membres du collectif ont correspondu avec de nombreuses personnes et organismes de féministes pour solliciter des exemplaires de leurs publications et de leurs archives. En 1992, la collection a été donnée dans son intégralité à la bibliothèque de l'Université d'Ottawa. La collection est désormais conservée dans l’unité des Archives et collections spéciales de la bibliothèque, et constitue le fondement de la collection des Archives des femmes.

## Personnes impliquées
Le déploiement des ACMF a été possible grâce à la collaboration des membres du collectif du centre d’information des femmes de Toronto. Dès 1983, Pat Leslie, Nancy Adamson, Sandy Fox, Weisia Kolansinka et Lorna Weir sont impliquées dans le collectif et prennent la responsabilité de la gestion de la collection des ACMF. La composition du collectif changera beaucoup au fil des ans jusqu’au transfert des ACMF à l'Université d'Ottawa en 1992. D’autres membres tels que Jane Abray, Karen Dubinsky, Sandy Fox, Debbie A. Green, Luanne Karn, Andrea Knight, Anne Molgat, Beth McAuley, Joanne Pelletier, Margaret Shepherd, Miriam Ticoll, Tori Smith ont également été impliqués dans la gestion et le déploiement des ACMF.

## Contenu et composition de la collection

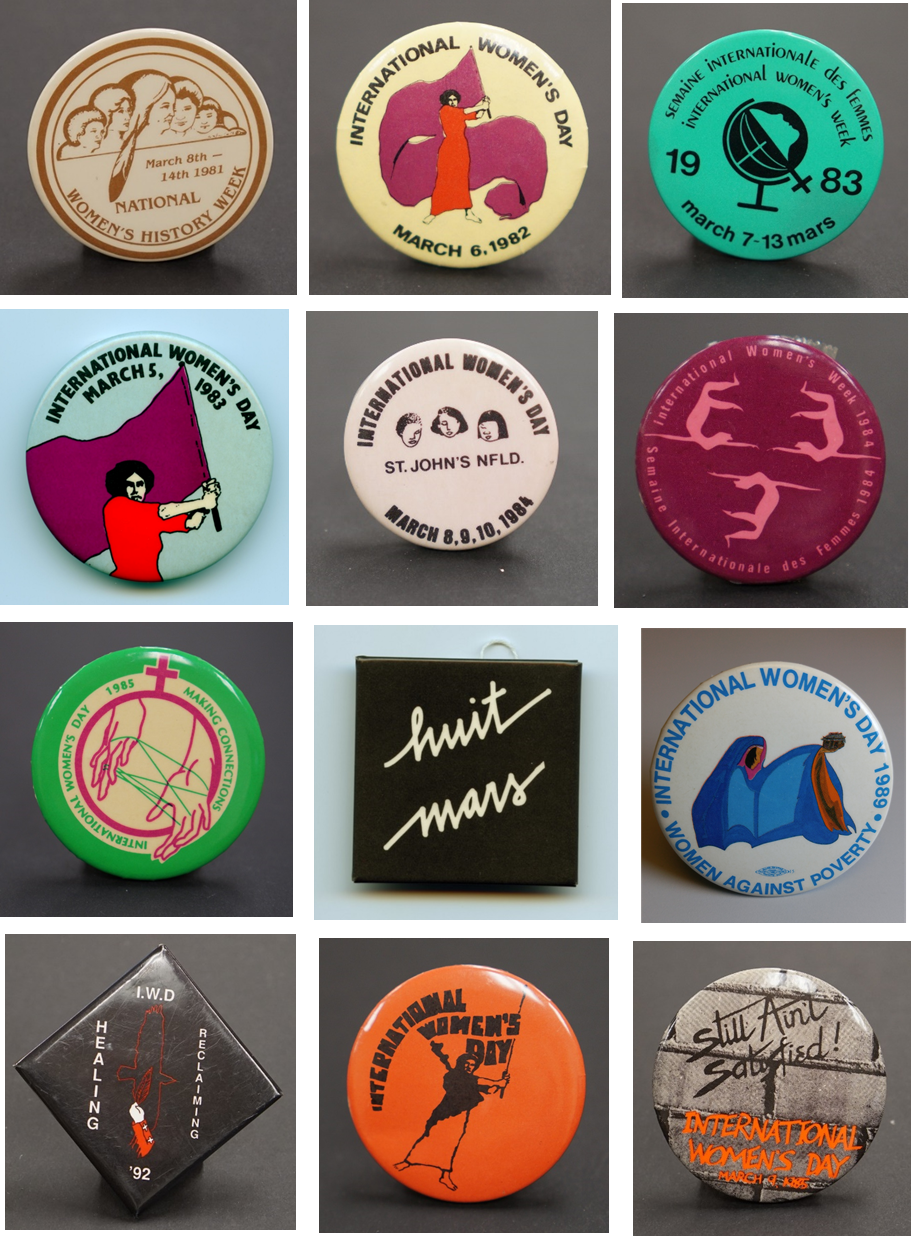
Macarons de la collection des Archives canadiennes du mouvement des femmes

Les documents présents dans la collection se présentent sous divers supports et comprennent des documents textuels, des documents graphiques, des enregistrements sonores et vidéos, ainsi que des objets tels que des bannières, des t-shirts, des macarons, des documents éphémères. La collection est composée de 11 séries : organisations, individus, photographies, macarons, affiches, conférences, dossiers thématiques sur la libération des femmes, documents textiles, enregistrements sonores, documents éphémères, ressources documentaires variées. La collection comprend également une collection de périodiques féministes de plus de 1400 titres.

## Particularités de la collection

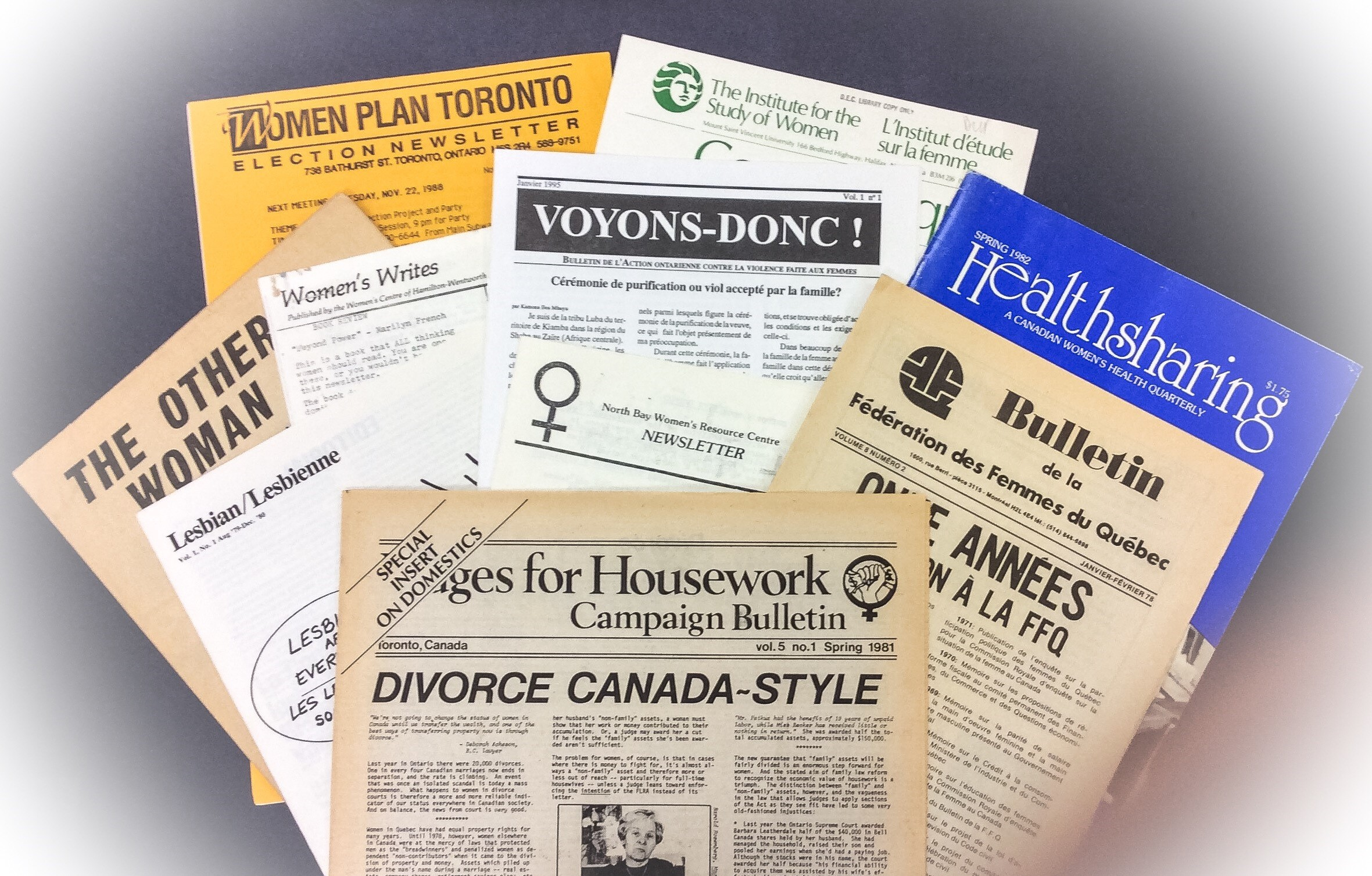
Périodiques de la collection des Archives canadiennes du mouvement des femmes

L’ACMF répond à la définition énoncée par Marie-Anne Chabin « d’un ensemble de documents dénommés archives par leur auteur sans répondre à la définition classique des archives [est] constitué par la documentation rassemblée par des associations ou des communautés dans le but de soutenir un engagement militant ». La collecte entreprise par des femmes militantes en dehors des centres d’archives traditionnels a donné lieu à des pratiques d’archivages non conventionnelles. Ces pratiques ont permis de colliger tous types de documents (tracts, procès-verbaux, ordres du jours, correspondance, discours, affiches, macarons, bannières, etc.) ayant trait à la vie individuelle et aux actions militantes de divers organismes au Canada des années 1970 à 1980. Le mandat des ACMF consistait à garder en mémoire les réalisations des femmes dans l'histoire pour ainsi pouvoir rendre témoignage de leurs expériences, de leurs actions et revendications aux générations futures. Pat Leslie témoigne ainsi des intentions de collecte des ACMF : « Nous voulions faire prendre conscience aux femmes que l'histoire n'est pas seulement quelque chose qui s'est passé il y a longtemps. Ce que nous vivons devient de l'histoire». « Devons-nous permettre à nos filles de subir les mêmes épreuves que nous parce que nous avons négligé d'assurer la continuité des idées ? Garder des morceaux de papier 'inutiles' n'est jamais une perte de temps. Rien, rien de ce qui se rapporte au mouvement ne doit être jeté ».

## Impacts et legs des ACFM
Les ACMF constituent désormais une collection d’archives de références pour les chercheurs qui s’intéressent à l’histoire de la seconde vague du mouvement des femmes au Canada. Les ACMF ont également servi de base au déploiement de la collection des Archives des femmes de la bibliothèque de l'Université d'Ottawa qui se compose dorénavant de plus de 170 fonds d'archives de femmes ou d’organismes qui ont soutenu l’avancement des conditions des femmes au Canada. Les ACMF ont permis le développement de nombreux projets de diffusion sur l’histoire de la seconde vague du mouvement des femmes au Canada. De nombreux documents des ACMF ont été empruntés par plusieurs institutions muséales dans le cadre d’expositions . En s’inspirant de l’initiative des ACMF et en continuité avec le guide de ressources archivistiques consacré au mouvement canadien des femmes des années 1970 à 1990 développé par Margaret Fulford , les Archives et collections spéciales de la bibliothèque de l'Université d'Ottawa ont développé un Portail des mouvements des femmes. Inauguré le 8 mars 2023, l’outil bilingue français anglais permet aux chercheuses et aux chercheurs de localiser les collections d’archives existantes au Canada sur le militantisme au féminin depuis les années 1960 à nos jours. Le portail poursuit ainsi l’objectif des ACMF de documenter une partie de l’histoire des femmes au Canada.
La collection des ACMF a été reconnue comme patrimoine documentaire d'importance nationale et a été ajoutée au Registre de la Mémoire du monde du Canada de la Commission canadienne pour l'UNESCO, le 5 mars 2025. 